# Parafia Matki Bożej Nieustającej Pomocy w Katowicach
Parafia Matki Bożej Nieustającej Pomocy w Katowicach – rzymskokatolicka parafia znajdująca się w Katowicach, w dzielnicy Szopienice-Burowiec. Przynależy ona do dekanatu Katowice-Bogucice w archidiecezji katowickiej. 
Parafia została erygowana 25 maja 1980 roku, a kościół parafialny, konsekrowany 28 czerwca 1987 roku, znajduje się przy ulicy Siewnej. W 2014 roku liczyła około 2 830 wiernych, głównie z Burowca i Borek.

## Historia

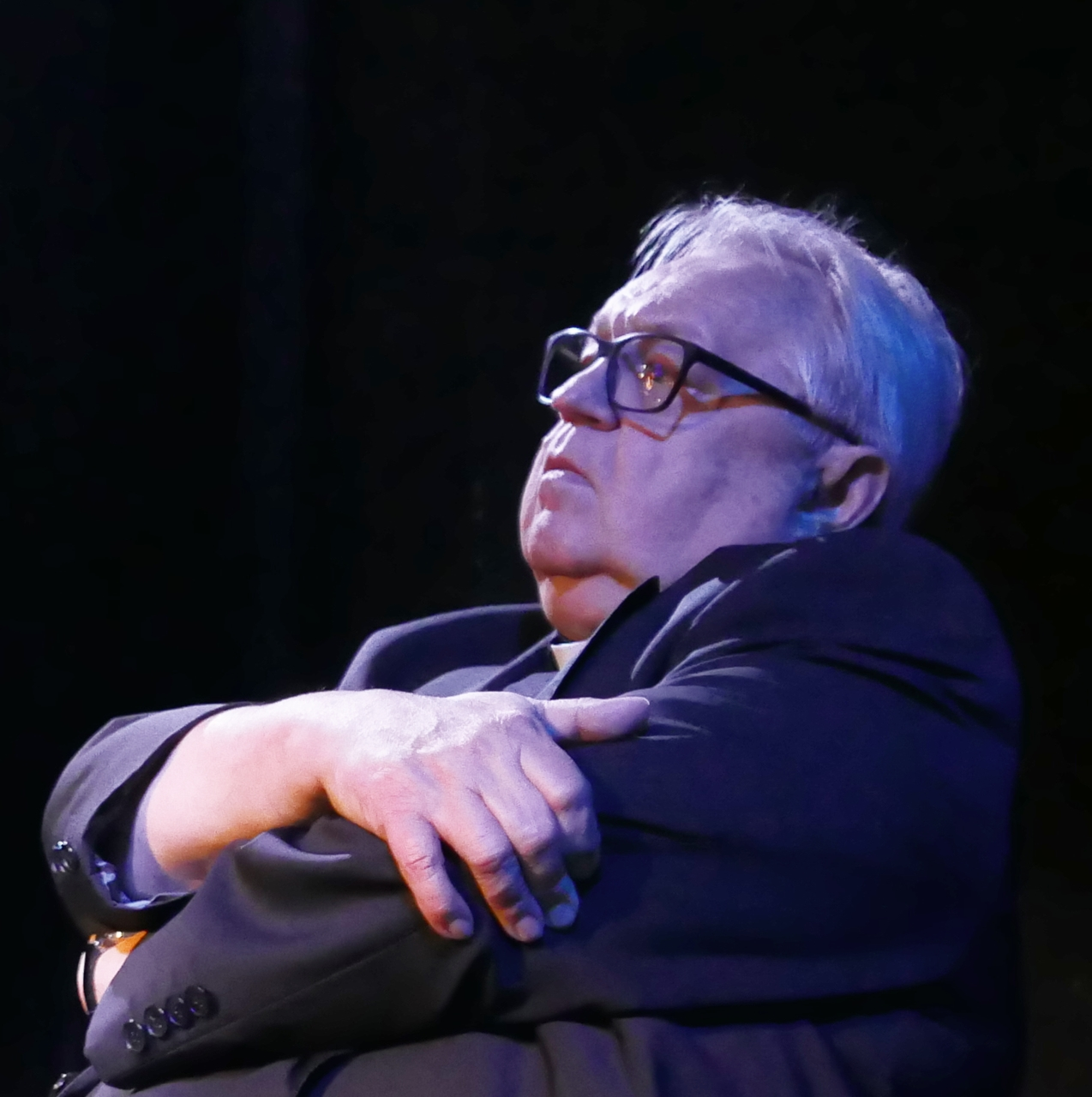
Ksiądz Piotr Brząkalik – proboszcz parafii od 2002 roku

Idea powstania nowej parafii w pobliżu Borek pojawiła się już przed wybuchem II wojny światowej (w 1939 roku), lecz zaczęto ją realizować dopiero od 1957 roku. Wówczas to 4 lutego tego roku polecenie utworzenia nowej placówki parafialnej zostało przydzielone wikaremu parafii św. Jadwigi Śląskiej w Szopienicach – księdzu Piotrowi Soporze. 25 maja 1957 roku w parafii św. Jadwigi powołano Komitet Budowy Kościoła. Zezwolenie na lokalizację kościoła uzyskano 4 czerwca 1957 roku.
13 maja 1958 roku, mimo braku zgody władz państwowych, ksiądz Piotr Sopora rozpoczął prace przygotowawcze. 31 maja 1958 wybudowano małą, drewnianą kapliczkę z kamiennym ołtarzem wewnątrz. Ze względu na dużą frekwencję wiernych Kuria Diecezjalna w Katowicach 12 czerwca 1958 roku, erygowała kaplicę jako tzw. oratorium publiczne pw. Matki Boskiej Nieustającej Pomocy. 22 czerwca tego samego roku odprawiono pierwszą sumę odpustową, w której uczestniczyło około 5 tysięcy wiernych.
Po odejściu księdza Piotra Sopory do parafii Trójcy Przenajświętszej w Chełmie Śląskim w 1969 roku, nowym duszpasterzem został ksiądz Norbert Błaszczyk. 30 maja 1979 roku otrzymał zezwolenie władz państwowych na budowę kościoła. Od 1980 roku budową kościoła kierował ksiądz Bronisław Gawron. Parafia została erygowana 25 maja 1980 roku. Konsekracji kościoła 28 czerwca 1987 roku dokonał ksiądz biskup Damian Zimoń.
7 i 8 marca 1997 roku w kościele parafialnym odbyła się peregrynacja kopii obrazu Matki Boskiej Częstochowskiej pod przewodnictwem księdza biskupa Piotra Libery. Dwa lata później, 8 maja 1999 roku poświęcono kaplicę znajdującą się przy tylnej ścianie kościoła oraz kapliczki św. Rodziny i św. Michała Archanioła w Burowcu, przy ul. gen. Józefa Hallera. Uroczystościom przewodził ksiądz biskup Stefan Cichy. W czerwcu 2002 roku nowym proboszczem został obecnie posługujący ksiądz Piotr Brząkalik.

### Proboszczowie
- Ks. Piotr Sopora (1957–1969)[4],
- Ks. Norbert Błaszczyk (1969–1980)[4],
- Ks. Bronisław Gawron (1980–1987)[4],
- Ks. Kazimierz Szalasta (1987–1992)[4],
- Ks. Jerzy Walisko (1992–2002)[4],
- Ks. Piotr Brząkalik (2002–2022)[4].
- Ks. Wojciech Winkler (2022-nadal)

## Działalność duszpasterska
W kościele parafialnym w niedziele i święta nakazane odbywają się trzy msze święte (w tym jedna wieczorna), a w tygodniu dwie (w tym jedna wieczorna). Odbywają się również nabożeństwa, w tym nieszpory, godzinki do Najświętszej Maryi Panny, Apel Jasnogórski oraz inne uroczystości. Suma odpustowa organizowana jest corocznie w czwartą niedzielę czerwca. Parafia organizuje pielgrzymki i rekolekcje, a ponadto w kościele parafialnym organizowane są koncerty.
Siedziba parafii znajduje się przy ulicy Siewnej 25 w Katowicach. Wspólnota parafialna swoim zasięgiem obejmuje część Burowca i Roździenia oraz całe Borki. Przynależą do niej domy z następujących ulic: Borki, gen. Józefa Hallera 1-32, Adama Kocura, Janusza Korczaka, Morawa 1-11, Objazdowa, Obrońców Westerplatte 5-100, Siewna, Andersa i Wandy.